# Peter Andreas Heiberg
Peter Andreas Heiberg (16. listopadu 1758, Vordingborg – 30. dubna 1841, Paříž) byl dánský preromantický básník, dramatik a žurnalista.

## Život
Studoval filologii v Kodani a v Uppsale. Od roku 1779 sloužil rok a půl ve švédském vojsku a pak žil u svého strýce v Bergenu, kde se dostal do kontaktu s literárním životem města, které ho inspirovalo ke psaní. Po návratu do Kodaně roku 1785 využíval svých jazykových schopností jako tlumočník. Roku 1790 se oženil se šestnáctiletou Thomasine Buntzenovou (později známou jako spisovatelka pod jménem Gyllembourg) a roku 1781 se jim narodil syn Johan Ludvig, který se také stal básníkem a dramatikem.

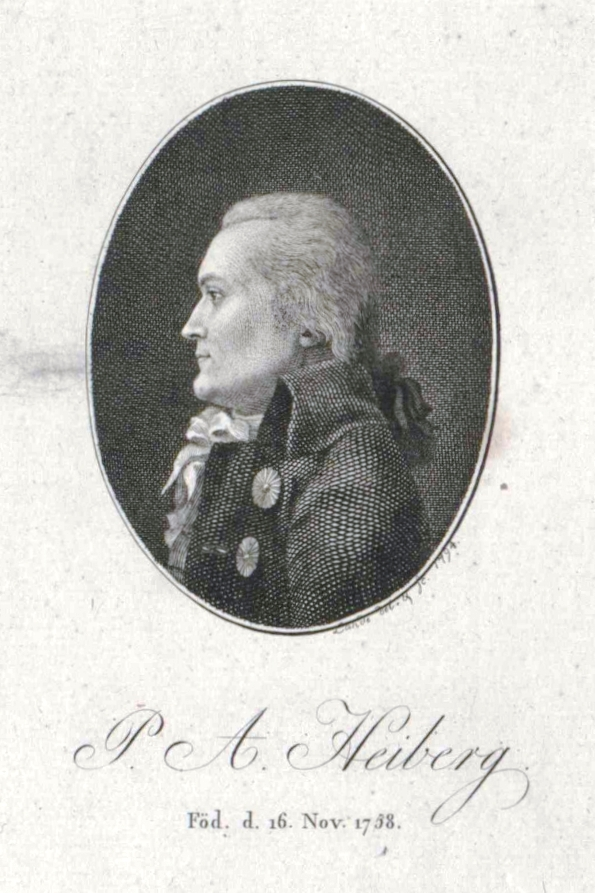
Peter Andreas Heiberg roku 1794

Byl republikánského smýšlení a mluvčím dánské demokratické levice v době Francouzské revoluce. Uveřejňoval ostré satiry na vládu a šlechtu a psal politické básně. Za komediání jednoaktovku Virtuosen (1789, Virtuos), zesměšňující dánskou německou šlechtu, byl odsouzen k pokutě. Po omezení svobody tisku roku 1799, kdy byla zakázána jakákoliv veřejná diskuze o formě vlády, vládní politice a jednání úředníků, byl odsouzen do vyhnanství. Důsledkem toho bylo, že se s ním po jeho vypovězení z Dánska roku 1800 jeho manželka Thomasine rozvedla.
Usadil se v Paříži, kde získal místo na francouzském ministerstvu zahraničí a pokračoval ve své literární činnosti. Roku 1817 byl pensionován, ke stáří oslepl. Byl pohřben na hřbitově Montmarte.
Je autorem řady komedií, satirických zpěvoher a operních parodií svědčících o důkladné znalosti lidské povahy, filosofických prací a pamětí. Je považován za prvního významného dánského politického satirika.

## Výběrová bibliografie

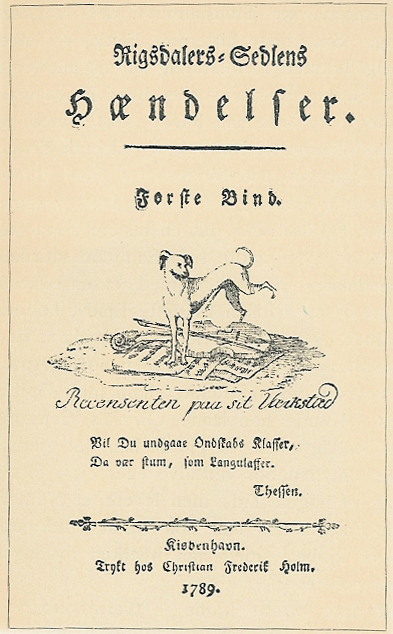
Příběhy tolarové bankovky, vydání z roku 1789

- Rigsdalers-Sedlens Hændelser (1787–93, Příběhy tolarové bankovky), ostrá satira na zlořády v dánském státním zřízení.
- Virtuosen (1789, Virtuos), jednoaktovka zesměšňující dánskou německou šlechtu.
- Chinafarerne (1790, Činští poutníci), zpěvohra obhajující rovnoprávnost Židů.
- Selim og Mirza (1790, Selim a Mirza).
- Mikkel og Malene (1792, Mikkel a Malene), parodie na Orfea a Euridiku.
- De Vonner og de Vanner (1793, Pánové von a van), satira na honbu po titulech a na šlechtické sobectví.
- Helger Tydske (1793) , parodie na operní text Jense Baggesena o hrdinovi chansons de geste Ogierovi Dánském Holger Danske (1789).
- De syv Tanter (1818, Sedm tet).
- Sproggrandskning (1798, Jazyková zkoumání), satirický slovník, zesměšňující absolutistický stát.
- Précis historique et critique de la constitution de la Monarchie Danoise (1820), politický a filosofický spis, vydaný francouzsky v Paříži.
- Lettres d’un Norvégien de la vieille roche (1822), francouzsky v Paříži.
- Politiske Aforismer (1826, Politické aforismy).
- Erindringer (1830, Paměti).